# GlobalXplorer
GlobalXplorer é uma plataforma online que usa o poder da multidão para analisar a riqueza de imagens de satélite atualmente disponíveis para os arqueólogos. O Global Xplorer foi criado para crowdsource a avaliação inicial de imagens de satélite para sinais de culturas de muito tempo atrás. Lançada pela Dra. Sarah Parcak, a GlobalXplorer tem como objetivo levar a descoberta arqueológica a todos e nos ajudar a entender melhor nossa conexão com o passado.

## História
A plataforma foi lançada em 1º de janeiro de 2017, permitindo que qualquer pessoa no mundo com um computador e acesso à Internet ajude a descobrir e proteger os remanescentes da rica herança cultural do Peru.

## Resultados
O projeto registrou mais de 80.000 participantes de cem países. Voluntários viram mais de 15 milhões de imagens, cobrindo cerca de 259.000 km quadrados, e identificaram 19.000 locais que não estavam no banco de dados de ruínas arqueológicas do Peru.